# Danse avec les Robots
Danse avec les Robots est une attraction du Parc du Futuroscope, s'inscrivant dans le thème de la saison 2006 du Parc, « Les robots font leur show ». L'attraction ferme ses portes le 30 septembre 2012 au soir et rouvre le 8 décembre 2012 avec une nouvelle version.
En mars 2023, l'attraction ferme pendant 1mois environ pour travaux.  En effet l'îlot de robot de gauche a été changé. Désormais il y a des robots avec des nacelles 3 places.
À la réouverture du parc en février 2024 tous les robots ont été changés et peuvent accueillir désormais trois personnes. De nouvelles chorégraphies sont également présentes.

## Première version (2006-2012)

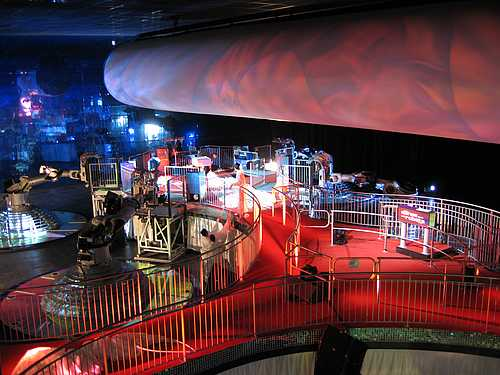
La salle de bal et son écran cylindrique.

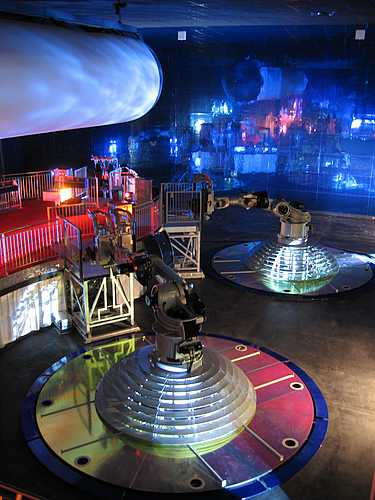
Vue partielle la salle de bal de Danse avec les Robots

Depuis le 5 avril 2006, les visiteurs du Parc du Futuroscope peuvent se rendre dans le dernier des pavillons du Futuroscope, le nouveau Pavillon des Robots d'une superficie de 2 000 m2, pour se faire entraîner dans des danses vertigineuses et aériennes avec des robots, au rythme de la salsa, du rock 'n' roll, de la valse et du disco.
L'attraction Danse avec les robots est une salle de bal de 1 265 m2, qui comprend 10 robocoasters, des robots polyarticulés de 7 m de haut. Ces bras robotisés, qui comprennent chacun six articulations, sont fabriqués par la société allemande KUKA Roboter GmbH, le leader européen de la robotique industrielle. Ils sont capables de faire subir des accélérations de 3 g et de soulever une charge de 500 kilogrammes. 
Les visiteurs prennent place dans des nacelles à deux places montées au poignet des robocoasters, qui les entraînent dans les airs au rythme de cinq chansons :
- I Love Rock 'n' Roll (Britney Spears)
- La Bamba (Los Lobos)
- Stayin' Alive (les Bee Gees)
- Didi (Khaled)
- C'était bien (Le p'tit bal perdu) (Bourvil)

Ces cinq chansons sont diffusées en boucle pour toutes les personnes de la salle, accompagnant les robots pour une danse d'une durée de 90 secondes en programme normal, ou bien 60 secondes en cas de fort temps d'attente. Le temps séparant chaque départ des 10 robots varie entre 3 minutes et 3 minutes 30. Cependant, trois niveaux de forces différentes sont à choisir préalablement par les occupants de chaque robocoaster ; chaque chorégraphie effectuée par les robots étant différente d'une chanson à l'autre : il existe 15 chorégraphies différentes (3 niveaux * 5 chansons) selon la musique diffusée et le niveau défini au préalable par les passagers de chaque robot :
- Niveau 1 : faible (seul niveau possible en cas d'1 ou 2 passagers entre 1,20 m et 1,40 m)
- Niveau 2 : intermédiaire (possible pour 2 passagers entre 1,40 et 1,95 m)
- Niveau 3 : fort (possible pour 2 passagers entre 1,40 et 1,95 m)

Les vidéos de danse réalisées par BCBG et chorégraphiées par Kamel Ouali et correspondant à chaque chanson, sont projetées sur un écran tubulaire de 33 m de long et de 3 m de diamètre, fixé au plafond de la salle de bal.
Lors de chaque danse, les robots marquent une pause afin d'effectuer une photocapture des passagers de chaque robots, proposée à la vente en fin d'attraction.
Une mezzanine donnant sur la salle de bal est en accès libre pour les visiteurs souhaitant assister au spectacle sans y participer, elle est accessible par la file de gauche (« Je regarde »), à l'entrée du pavillon.

## Deuxième version (depuis 2013)

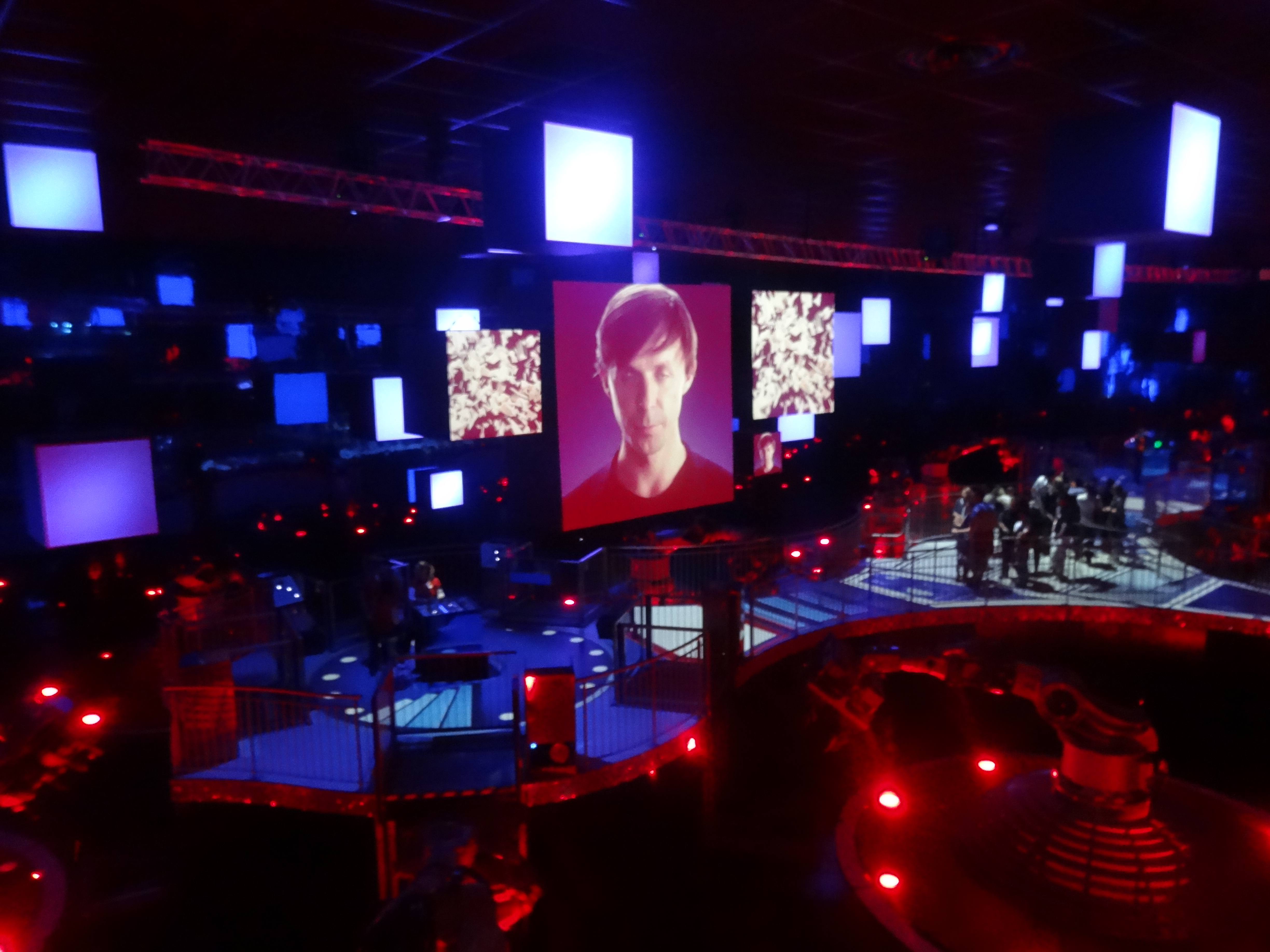
Nouvelle scénographie de la salle de bal

La première version de l'attraction ferme ses portes dimanche 30 septembre 2012 au soir, pour une réhabilitation. La configuration de l'attraction reste la même, mais la scénographie (hall d'accueil, file d'attente, salle de bal) est entièrement modifiée à nouveau par la société BC-BG : vidéo mapping au sol, sur la plateforme d'accès aux robots, suppression de l'écran cylindrique remplacé par 46 cubes géants rétroéclairés par LED, fumée lourde au sol.
La réalisation technique de ce nouveau programme est confiée à la société SLJ qui choisit le programme de show control Medialon pour synchroniser l'ensemble.
Les animations graphiques sont réalisées par Birdy Ben du studio ELMÖ.
Le DJ Martin Solveig prête son image à l'attraction en remplacement de Kamel Ouali. Un robot humanoïde (animatronique) nommé RoboThespian accueille les visiteurs à l'entrée du pavillon.
La playlist musicale, choisie par Martin Solveig, change également :
- Loading : Hello (Martin Solveig)
- Robot Rock (Daft Punk)
- Crazy in Love (Beyoncé Knowles)
- Everybody (Martin Solveig)
- Give Me All Your Luvin' (Madonna)
- Barbra Streisand (Duck Sauce)

Cette nouvelle version ouvre en test public le 8 décembre 2012 et est inaugurée en présence de Martin Solveig le samedi 22 décembre 2012.